# Fabia tellinae
Fabia tellinae is een krabbensoort uit de familie van de Pinnotheridae. De wetenschappelijke naam van de soort is voor het eerst geldig gepubliceerd in 1973 door Cobb.